# Bousignies-sur-Roc
Bousignies-sur-Roc ist eine französische Gemeinde in der Region Hauts-de-France. Sie gehört zum Département Nord, zum Arrondissement Avesnes-sur-Helpe und zum Kanton Fourmies.

## Geografie
Die Gemeinde Bousignies-sur-Roc liegt im Regionalen Naturpark Avesnois, 17 Kilometer östlich von Maubeuge. Die Gemeinde ist im Westen, im Norden und im Osten von belgischem Staatsgebiet umgeben und wird vom Fluss Hante durchquert. Im Süden grenzt sie an Cousolre. Das Siedlungsgebiet liegt auf 160 Metern über Meereshöhe.

## Bevölkerungsentwicklung
| Jahr                       | 1962 | 1968 | 1975 | 1982 | 1990 | 1999 | 2008 | 2013 | 2020 |
| Einwohner                  | 540  | 526  | 531  | 503  | 401  | 410  | 409  | 426  | 379  |
| Quellen: Cassini und INSEE |      |      |      |      |      |      |      |      |      |

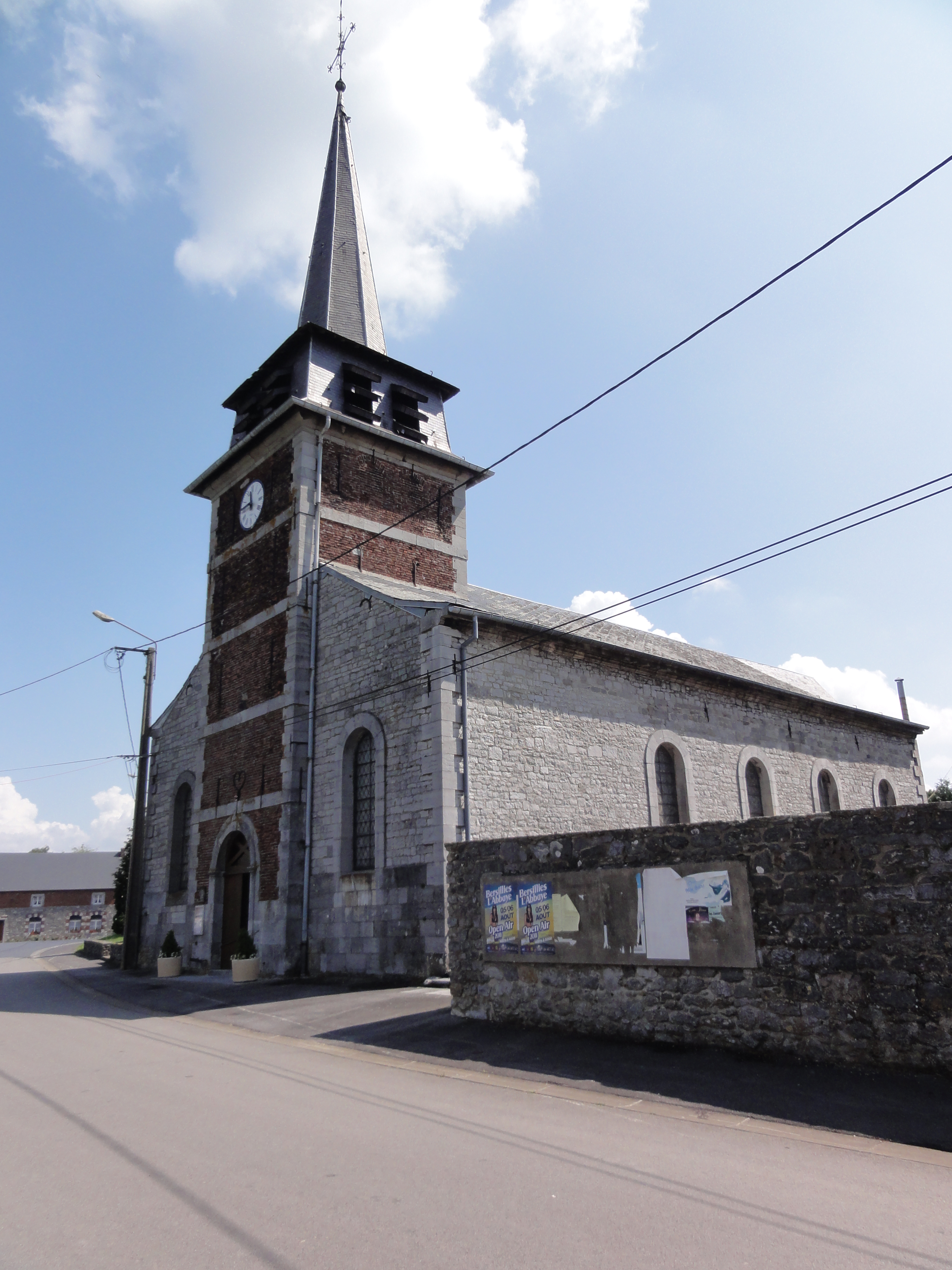
Kirche Sainte-Aldegonde
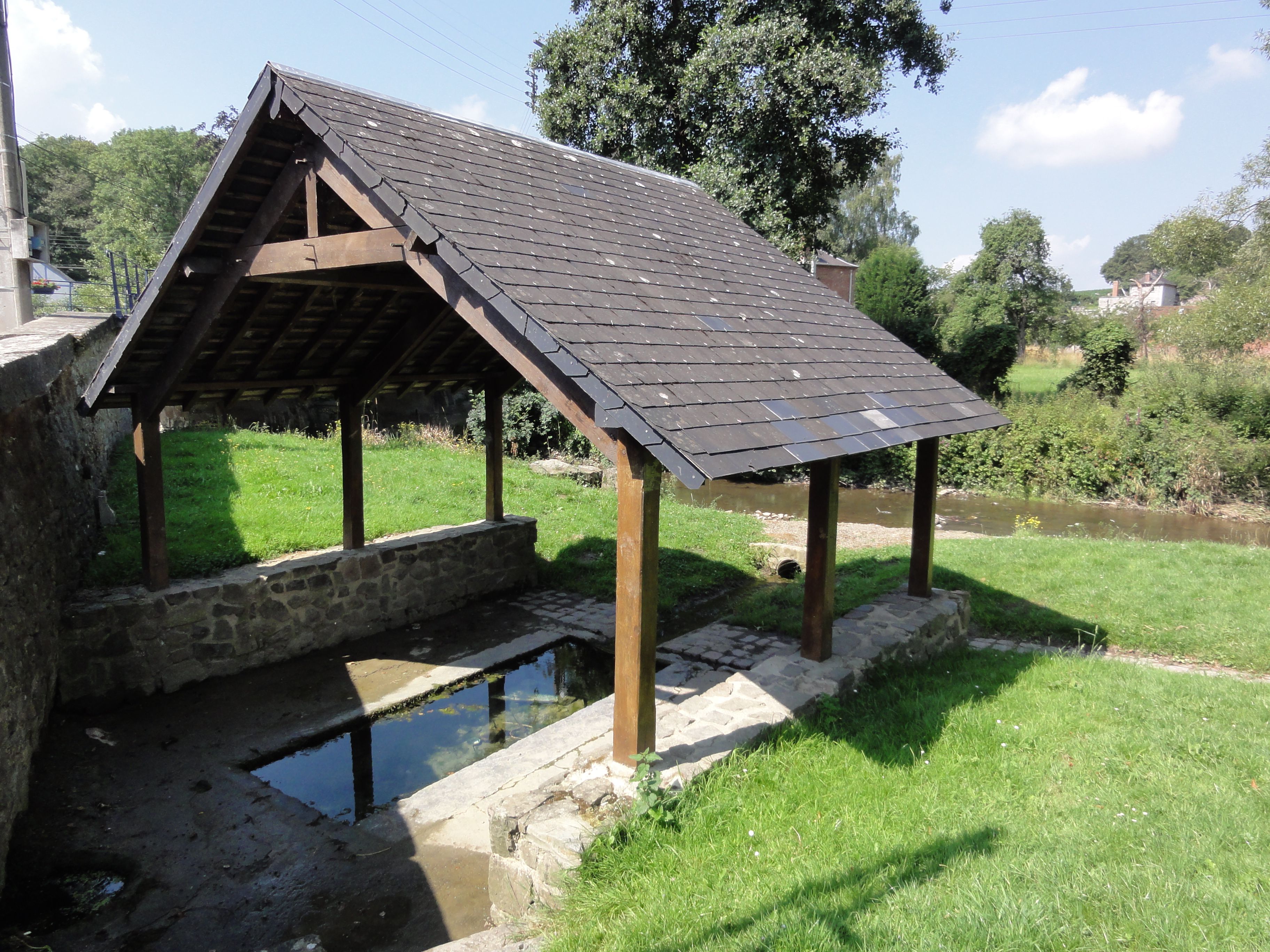
Ehemaliges Waschhaus
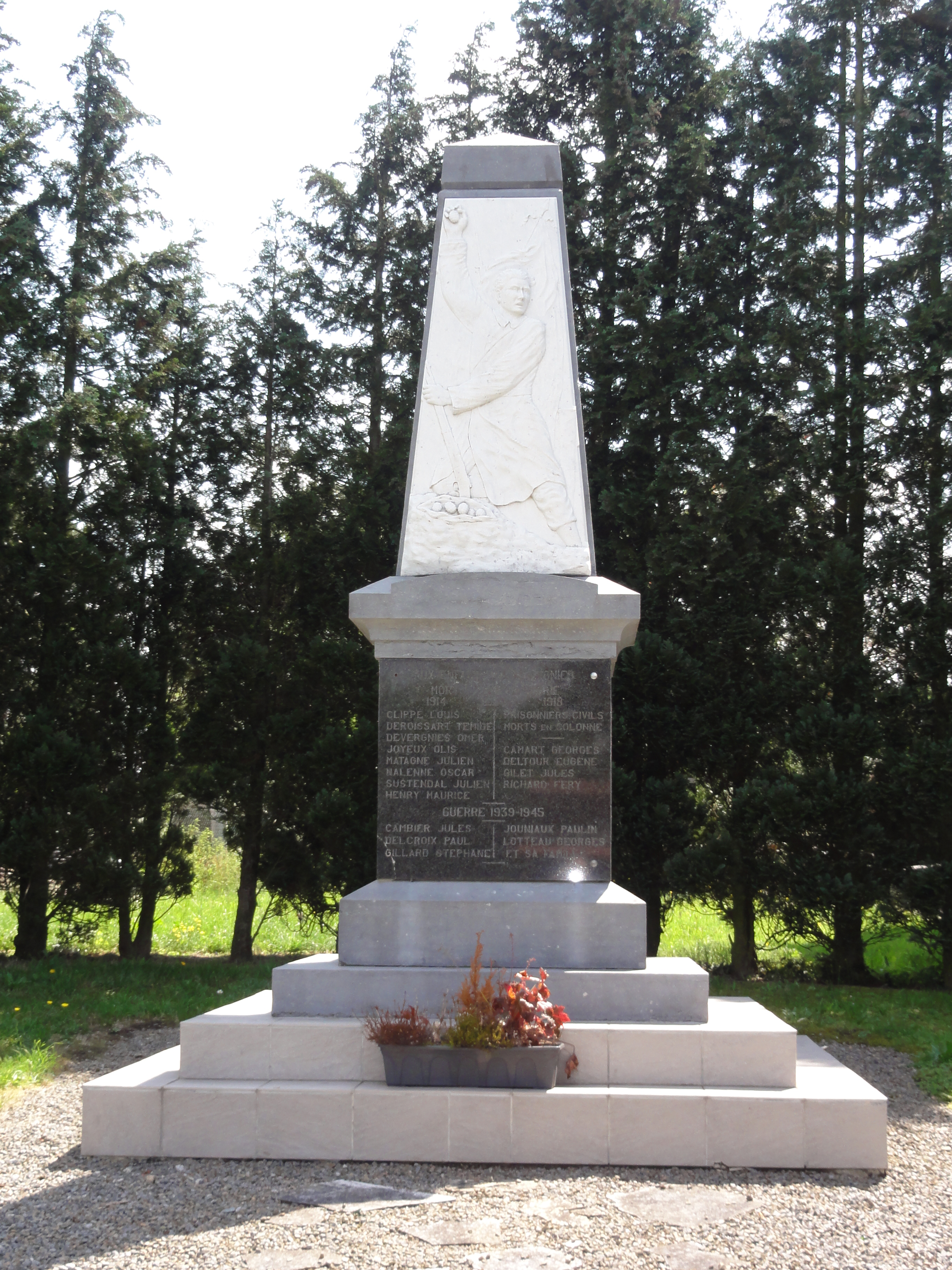
Gefallenendenkmal
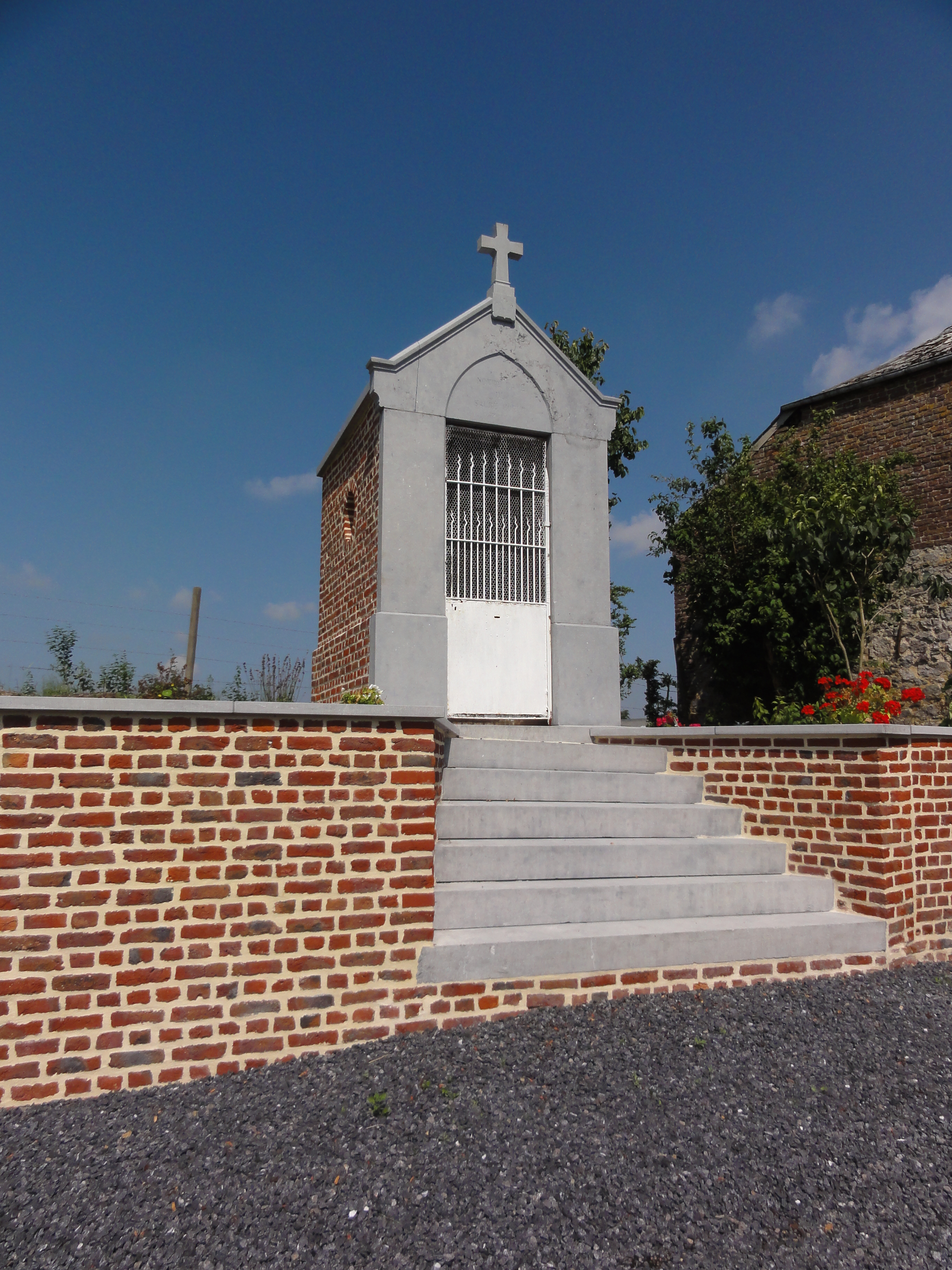
Kapelle Notre-Dame-du-Sacre-Cœur